# CS Chênois
Club Sportif Chênois – szwajcarski klub piłkarski, grający obecnie w piątej lidze szwajcarskiej, mający siedzibę w mieście Thônex.

## Historia
Klub został założony 1 lipca 1907 roku pod nazwą Football Club Thônex. W 1924 roku został przemianowany na Club Sportif Chênois. W 1973 roku klub wywalczył swój historyczny awans z drugiej do pierwszej ligi. W pierwszej lidze występował przez osiem kolejnych lat. W sezonie 1980/1981 zajął ostatnią 14. pozycję i został zdegradowany do drugiej ligi.

## Historia występów w pierwszej lidze
| Sezon     | Pozycja      | M  | Pkt. | Z | R  | P  | GZ | GS |
| --------- | ------------ | -- | ---- | - | -- | -- | -- | -- |
| 1973/1974 | 11.          | 26 | 22   | 7 | 8  | 11 | 20 | 48 |
| 1974/1975 | 11.          | 26 | 20   | 6 | 8  | 12 | 27 | 55 |
| 1975/1976 | 10.          | 26 | 19   | 5 | 9  | 12 | 30 | 42 |
| 1976/1977 | 8.           | 22 | 20   | 6 | 8  | 8  | 29 | 39 |
| 1977/1978 | 9.           | 22 | 18   | 8 | 2  | 12 | 27 | 35 |
| 1978/1979 | 8.           | 22 | 22   | 9 | 4  | 9  | 30 | 32 |
| 1979/1980 | 11.          | 26 | 20   | 4 | 12 | 10 | 32 | 45 |
| 1980/1981 | 14. (spadek) | 26 | 15   | 3 | 9  | 14 | 23 | 53 |

## Reprezentanci kraju grający w klubie
Stan na czerwiec 2015
| - Jean-Michel Aeby - Lucio Bizzini - Robert Hosp - Laurent Jaccard - Marcel Mauron - Christophe Ohrel - Beat Rieder - Kamel Larbi - Carsten Nielsen - Alexis Mbongo Tekumu | - Christopher Mfuyi - Christian Coste - Patrice Garande - Hervé Revelli - Hermann Kingué - Emile M’Bouh - Mirosław Tłokiński - Márton Esterházy - Serge Maguy - Serge Yoffou |